# 巴尔巴内拉圣母主教座堂

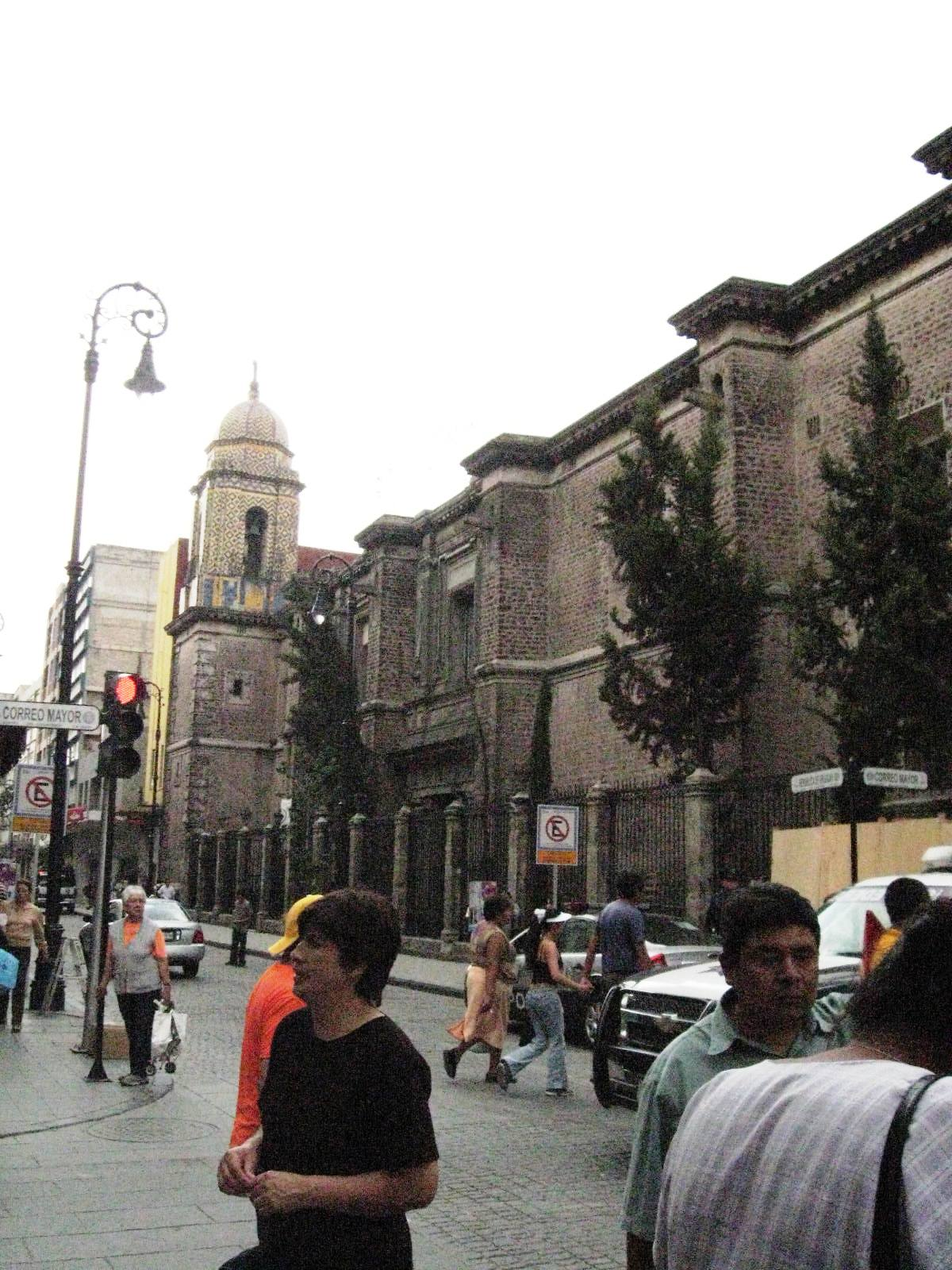

巴尔巴内拉圣母主教座堂（西班牙語：Catedral Maronita de Nuestra Señora de Valvanera）是马龙尼礼天主教墨西哥城黎巴嫩殉道者圣母教区的主教座堂，位于墨西哥城历史中心宪法广场的东南角。该堂原为建于1573年的Santo Niño Perdido修道院，17世纪成为圣母无原罪修道院。
该堂于1932年列为历史古迹。